# نظریه اعجاز علمی قرآن
نظریه اعجاز علمی قرآن ادعا می‌کند که قرآن در بیان مطالب علمی که در زمان نگارش قرآن ناشناخته بوده دارای اعجاز است. سابقه نگارش در پیوند علم و دین به آثار جابر بن حیان کوفی، ابن سینا، فخر رازی، و ابوحامد غزالی بازمی‌گردد ولی در دوران معاصر افزایش چشم‌گیری یافته‌است. از نویسندگان این زمینه می‌توان به نعیم المحصی، موریس بوکای، رفیعی محمدی، منصور حسب النبی، رضایی اصفهانی، اسکندرلو و طالب‏پور اشاره کرد. این تفسیرها ادعا می‌کنند که بعضی از آیات قرآن نشان‌دهنده اظهارات پیشگویانه دربارهٔ طبیعت جهان، رشد بیولوژیکی و زیستی و دیگر پدیده‌هایی است که بعداً به‌واسطهٔ تحقیقات علمی تأیید شده و بدین طریق گواهی بر الهی بودن قرآن ارائه می‌کنند. عده ای از دانشمندان و فیلسوفان، این تلاش‌ها را با عنوان مغلطه و سفسطه اعلام کرده و آن را غیر علمی و متناقض با تئوری‌های علمی در حال پیشرفت می‌دانند.

## آیات
بعضی از این آیات شامل موارد زیر است:

### طبیعت
طبیعت به عنوان نشانه در قرآن: «سَنُریهم آیاتنا فی الافاق و فی اَنفسهم حتّی یتبین لهم انه الحق» یعنی «آیات خود را در دوردست‌ها و در درون خودشان به آنان نشان خواهیم داد تا جایی که برای آنان روشن شود که این قرآن حق است».

### حرکت خورشید
«کُلٌ فی فلکٍ یَسبحون» به این معنا که «هرکدام از آنها در فلکی حرکت می‌کنند» در اشاره به حرکت خورشید و ماه و ستارگان است که دو بار در قرآن آمده‌است. فلک در تفاسیر اولیه به معنای چیزی که به دور خود می‌چرخد و بدین ترتیب به حرکت ظاهری خورشید و ماه در آسمان تفسیر شده‌است ولی در مبحث اعجاز علمی، فلک را فضا یا کهکشان تعبیر کرده و تفسیر آن را در شناور بودن خورشید و ماه و ستارگان در درون کهکشان یا همراه با کل کهکشان در فضا می‌دانند.

### جاذبه عمومی
مقاله اصلی: جاذبه.
«الله الذی رفع السماوات بغیر عمَدٍ ترونها» (سوره ۱۳ آیه ۲) به این معنا که «خدا همان کسی است که آسمان را بدون ستونی که قابل رؤیت باشدآفرید» به وجود قانون جاذبه تفسیر شده‌است.

### حرکت زمین
"وتری الجبال تحسبها جامده وهی تمر مر السحاب" به معنای "کوه‌ها را می‌بینی درحالی‌که آنها را ثابت می‌پنداری و حال آنکه آنها همچون حرکت ابرها درگذرند آیه به روشنی می‌گوید، کوه‌ها در حرکتند اگر چه به نظر ساکن می‌آیند. مسلماً حرکت کوه‌ها بدون حرکت زمینهای دیگر که به آنها متصل است معنای ندارد و به این ترتیب معنای آیه چنین می‌شود که؛ زمین‌ها همه با هم، همچون حرکت ابرها با سرعت در حال حرکت هستند. به متحرک بودن کره زمین تفسیر شده‌است.

### مراحل خلقت جنین
مقاله اصلی: جنین.
«ثُمَّ خَلَقْنَا النُّطْفَةَ عَلَقَةً فَخَلَقْنَا الْعَلَقَةَ مُضْغَةً فَخَلَقْنَا الْمُضْغَةَ عِظَامًا فَکَسَوْنَا الْعِظَامَ لَحْمًا ثُمَّ أَنشَأْنَاهُ خَلْقًا آخَرَ»(آیه ۱۴ سوره مومنون) به معنای «"نطفه" را به صورت "خون بسته" درآوردیم پس آن خون بسته را "پاره گوشتی" گردانیدیم و آنگاه پاره گوشت را "استخوان" هایی ساختیم بعد استخوانها را با گوشتی پوشانیدیم آنگاه آفرینشی دیگر پدیدآوردیم» ادعا شده‌است که با مراحل رشد و نمو جنین انسان از نظر علم جنین‌شناسی تطابق دارد چنان‌که محققینی از جمله کیت ال مور، مارشال جانسون، جرالد سی گورینگر ابتدا این ادعا را مطرح کردند.

### سایر موارد
فَمَن یُرِدِ اللّهُ أَن یَهْدِیَهُ یَشْرَحْ صَدْرَهُ لِلإِسْلاَمِ وَمَن یُرِدْ أَن یُضِلَّهُ یَجْعَلْ صَدْرَهُ ضَیِّقًا حَرَجًا کَأَنَّمَا یَصَّعَّدُ فِی السَّمَاءکَذَلِکَ یَجْعَلُ اللّهُ الرِّجْسَ عَلَی الَّذِینَ لاَیُؤْمِنُونَ به معنای «پس کسی را که خدا بخواهد هدایت نماید دلش را به پذیرش اسلام می‌گشاید و هر که را بخواهد گمراه کند دلش را سخت تنگ می‌گرداند چنان‌که گویی در آسمان صعود می‌کند این گونه خدا پلیدی را بر کسانی که ایمان نمی‌آورند قرار می‌دهد» عده ای این آیه را این‌گونه تفسیر کرده‌اند که با افزایش ارتفاع و رقت هوا تنفس دشوارتر می‌شود و ادعا می‌کنند که این مطلب در آن زمان بر کسی روشن نبوده‌است.
از سایر موارد می‌توان به واقع بودن ستارگان در آسمان نزدیک (انا زینا السماء الدنیا به زینت الکواکب)، بزرگی جهان و تعدد ستارگان (فلا اقسم بمواقع النجوم و انه لقسم لو تعلمون عظیم)، زوجیت در انواع حیات (سبحان الذی خلق الازواج کلها مما تنبت الارض و من انفسهم و مما لایعلمون) و مثالهای دیگر اشاره کرد.

## نقد
دربارهٔ تعداد آیاتی که به یافته‌های علمی اشاره دارند بین مفسرین اختلاف نظر است و تعداد این آیات از ۵ تا ۳۰۰ گفته شده‌است.
عده ای به انتقاد می‌گویند که آیه ۴۰ سوره یس دربارهٔ چرخش خورشید و ماه در مدار خودشان صحبت می‌کند و در هیچ‌یک از آیات قرآن از چرخش زمین به دور خورشید و اینکه زمین گرد باشد صحبتی نشده‌است و اینکه قرآن زمین را به فرش تشبیه می‌کند و از مسطح بودن و امتداد یافتن و گسترده شدن زمین می‌گوید (آیات ۳ سوره رعد، ۳۰ نازعات، ۵۳ سوره طه، ۶ و ۷ سوره نباء، ۱۹ سوره نوح، ۲۲ سوره بقره). در پاسخ گفته شده که آیه «رب المشارق و المغارب» یعنی خدای مشرق‌ها و مغرب‌ها که در قرآن اشاره شده نشان از گرد بودن زمین دارد و گسترش فقط در سطح مسطح اتفاق نمی‌افتد و می‌تواند در سطح کروی نیز رخ دهد.
آیات «الم نجعل الارض مهاداً و الجبال اوتاداً» در سوره النبا آیه ۷ و «القی فی الارض رواسی اَن تمید بکم» در سوره لقمان آیه ۱۰ توسط زمین‌شناس مصری به نام زغلول النجار به این معنی تفسیر شد که کوه‌ها مانند میخ عمل می‌کنند و به سمت داخل زمین ریشه دارند و سبب ثابت شدن و عدم لرزش زمین می‌شوند درحالی‌که در علم زمین‌شناسی چنین ادعایی نشده‌است.